# Pauvreté en Belgique
 (janvier 2016).
Si vous disposez d'ouvrages ou d'articles de référence ou si vous connaissez des sites web de qualité traitant du thème abordé ici, merci de compléter l'article en donnant les références utiles à sa vérifiabilité et en les liant à la section « Notes et références ».
La pauvreté en Belgique concerne en 2015 environ 15,5% de la population (en se basant sur le revenu).
5,9 % de la population souffraient de privation matérielle grave et 14,6 % de la population belge entre 0-59ans vivaient dans un ménage à très faible intensité de travail. La valeur de l'indicateur européen risque de pauvreté ou exclusion sociale pour la Belgique, s'élève à 21,2 %.